# Вуж звичайний
Вуж звичайний (Natrix natrix) — найпоширеніший в Україні вид вужів, неотруйних змій родини вужевих.

## Опис
Вужі відрізняються від інших змій «жовтими вухами» — яскраво-вираженими мітками на голові, частіше жовтими, але іноді білими і оранжевими. Самиці більші за розміром самців, іноді досягають до 1,5 метрів, але найчастіше розміри не більше метра. 

## Поширення
Вуж звичайний поширений повсюдно в Європі, за винятком приполярних районів, в південних районах Сибіру до Байкалу і на півдні Далекого Сходу.
У великій кількості поширений по всій території України, трапляється як біля водойм, так і в прибережній зоні. Дуже часто заповзає до домогосподарств. Через необізнаність людей стає  їх жертвою. 

## Особливості біології
Вуж неагресивний, побачивши людину він зазвичай рятується втечею. Спійманий вуж спочатку активно захищається: сичить і викидає голову вперед, що страхітливо діє на більшість ворогів. Якщо ж це не допомогло, він вивергає недавно з'їдену їжу, прикидається мертвим. Кусається рідко. Для людини укус практично не становить жодної небезпеки.
Вужі відмінно плавають, під водою можуть перебувати більше, ніж півгодини.
У квітні — травні починається шлюбний період. У липні — серпні самиці вужів шукають, де відкласти яйця: у вологі і теплі місця. Ідеально для цього підходять купи перегною, старої соломи, опалого листя, також годяться сирий мох, трухняві пеньки і мишачі нори. У жовтні — листопаді заповзають в різні нори і щілини в землі, де вони й зимують.
Живиться в основному живими жабами, гризунами і рідше рибою. Природними ворогами вужів є лелеки, хижі птахи і деякі ссавці.

## Практичне значення
Вужі добре приручаються і переносять неволю. В Україні та в Білорусі часті випадки одомашнення вужів (для знищення мишей).
Змія не є отруйною та не несе загрози людині, переважно полює на мишей, ящірок та шкідників.

## Галерея

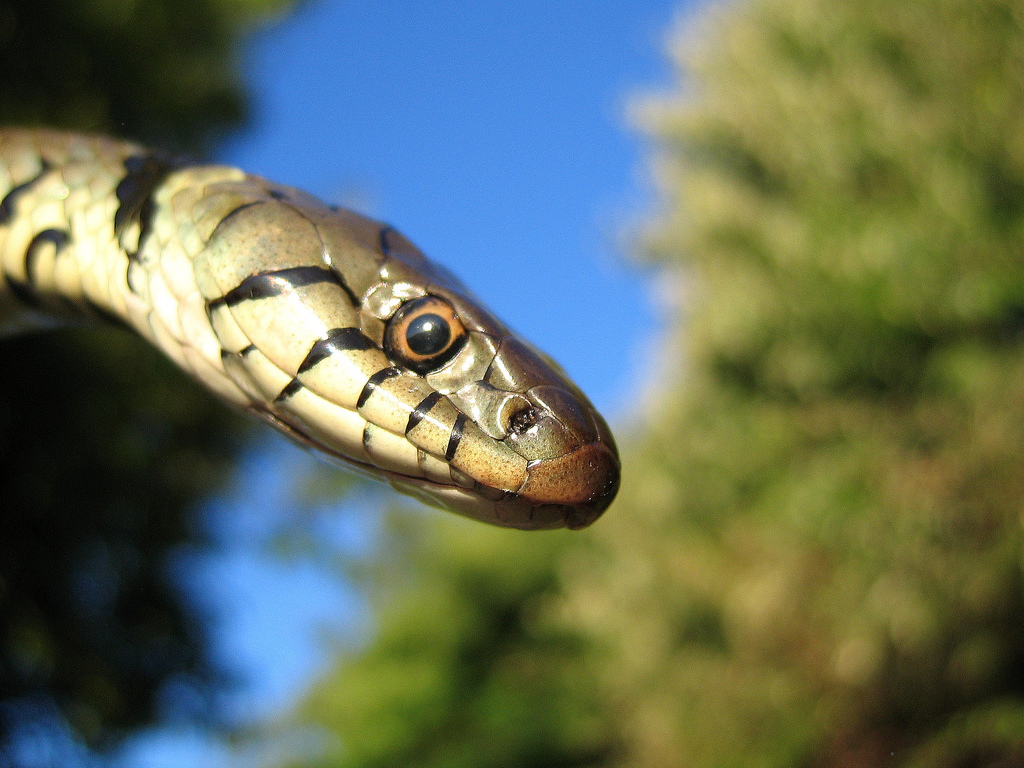
Голова метрового вужа, Велика Британія
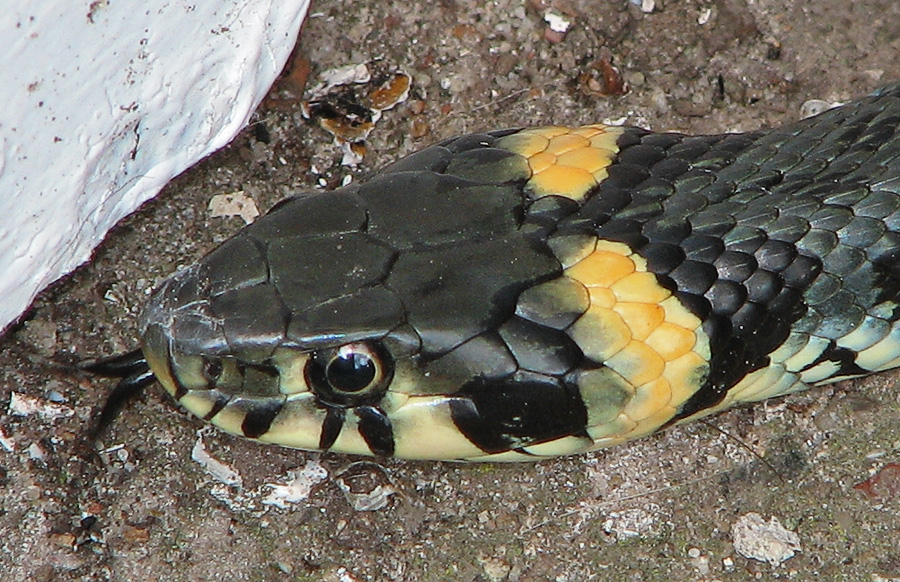
Голова вужа, з характерними жовтими плямами
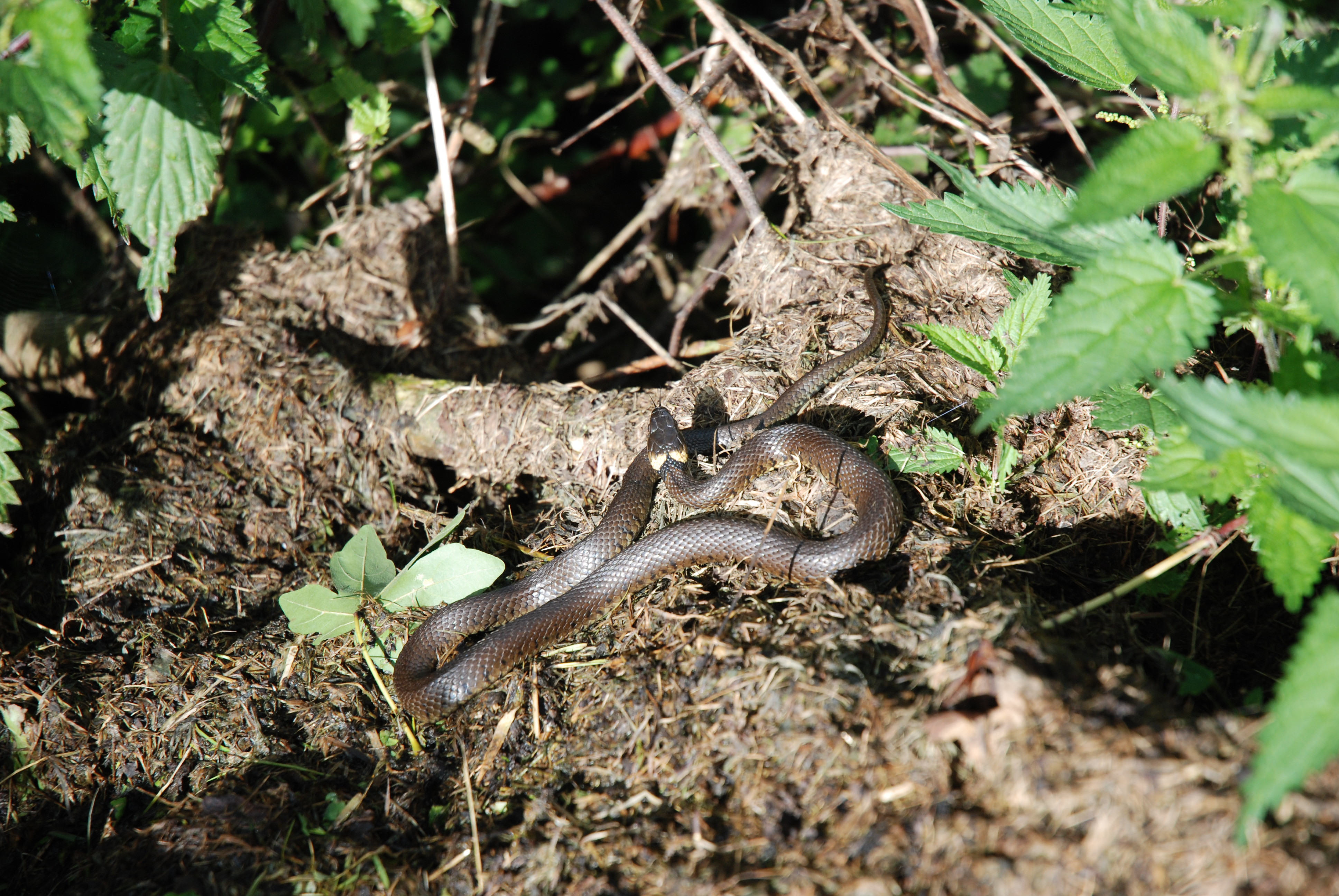
Вуж на сонці, нюхає повітря
- Відео вужів під час спаровування, Німеччина
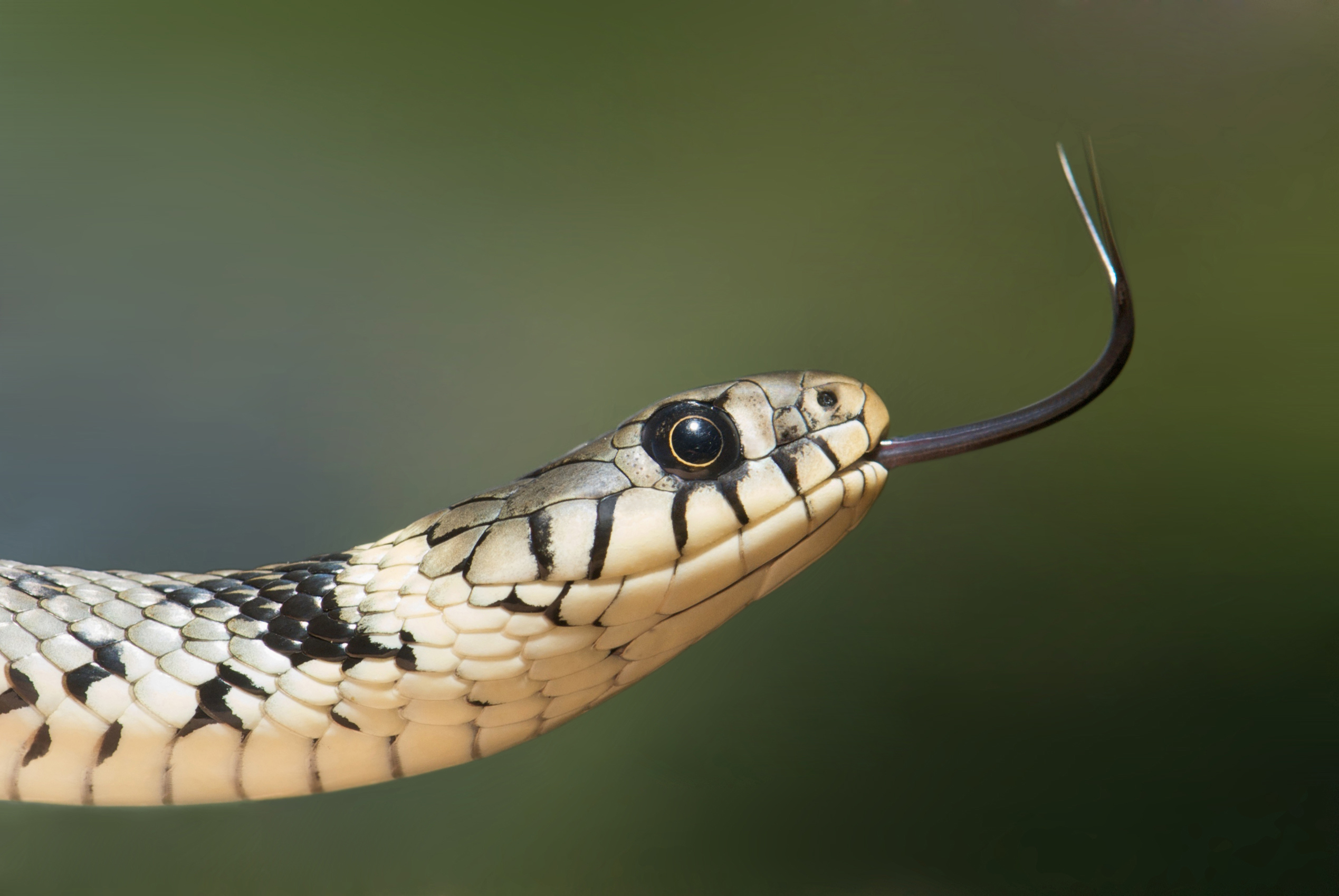
Доросла самка вужа звичайного
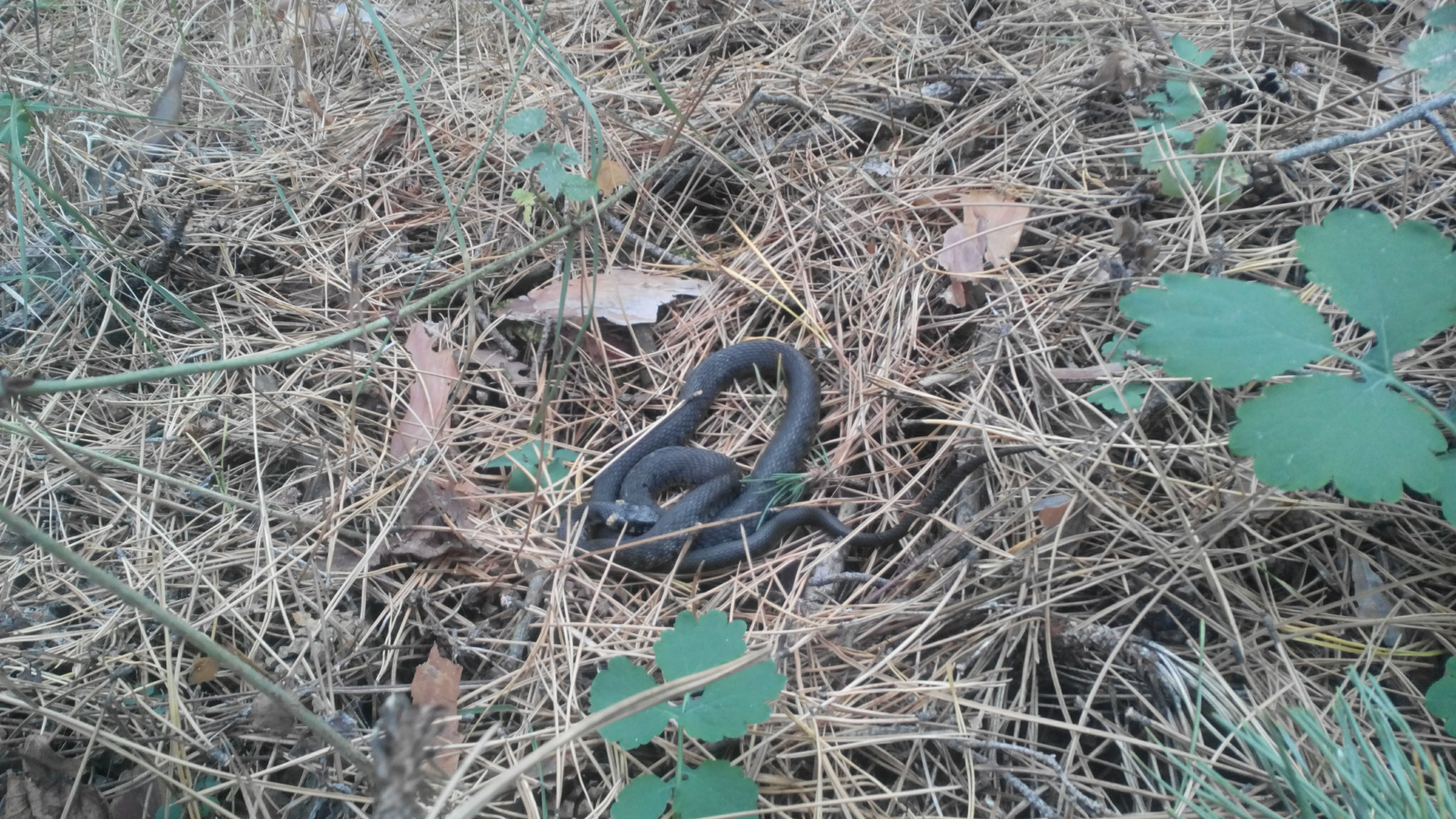
Вуж звичайний на відпочинку
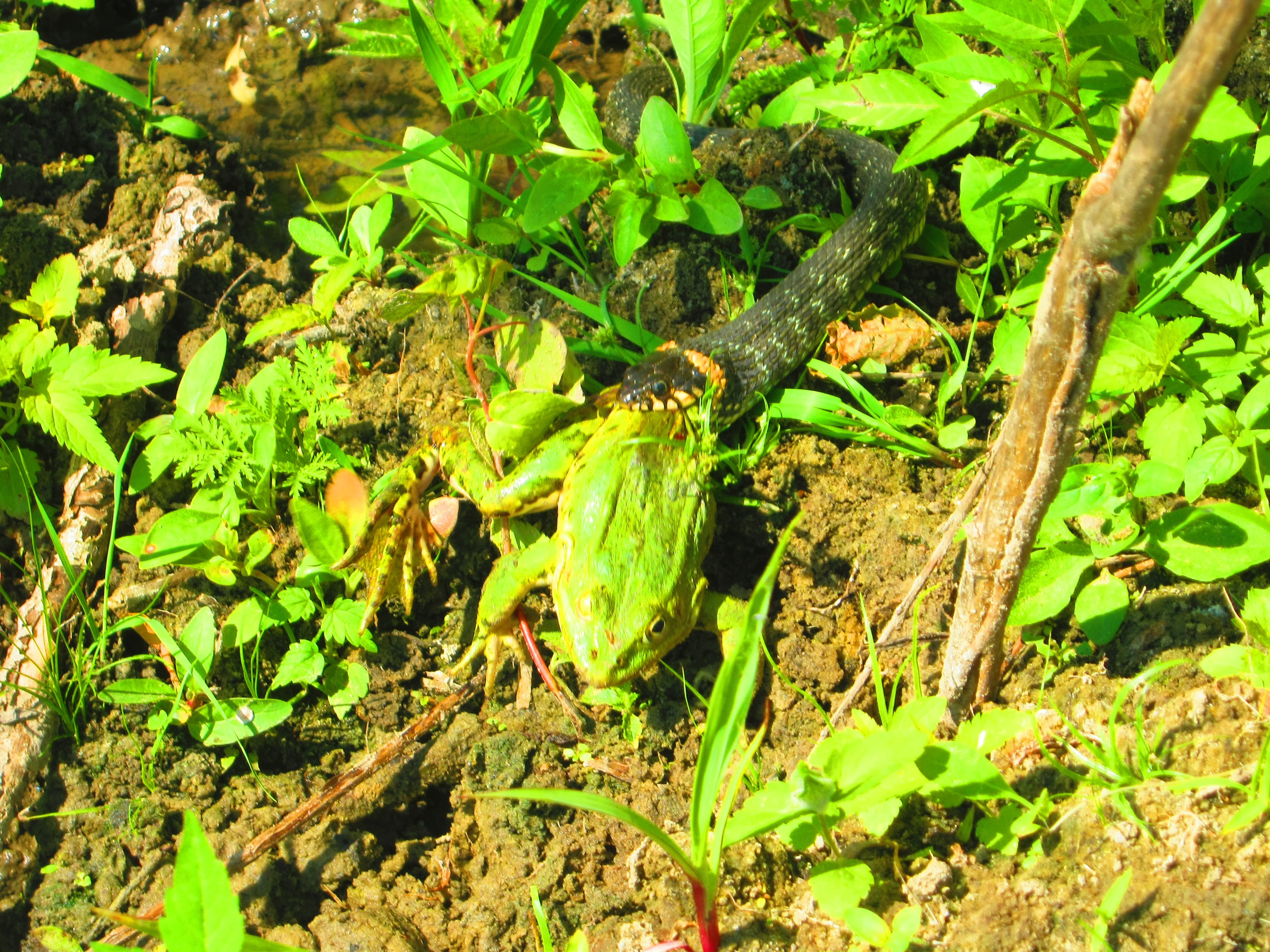
Вуж зі здобиччю на березі річки Псільчик. Полтавщина
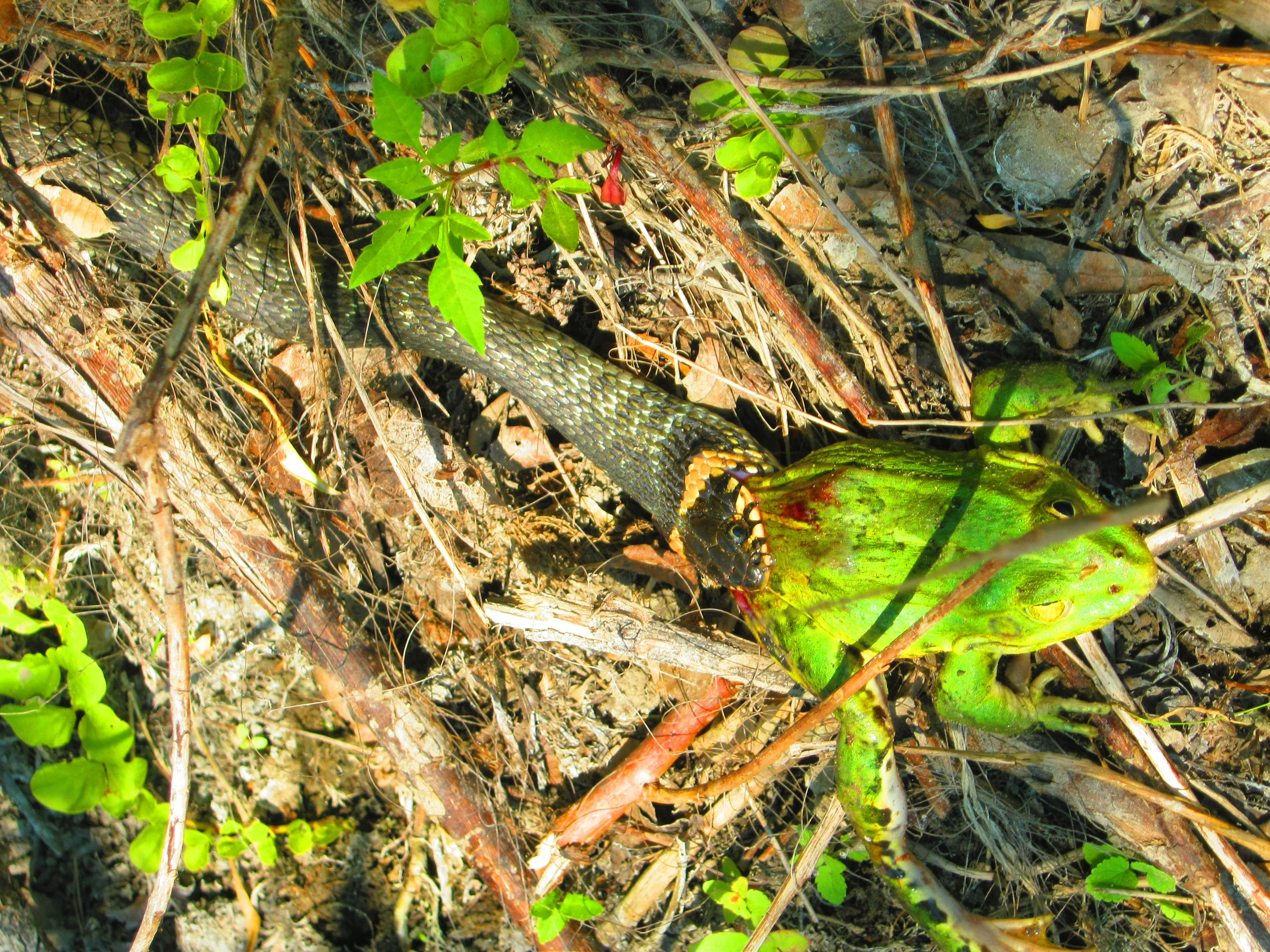
Вуж пожирає свою здобич
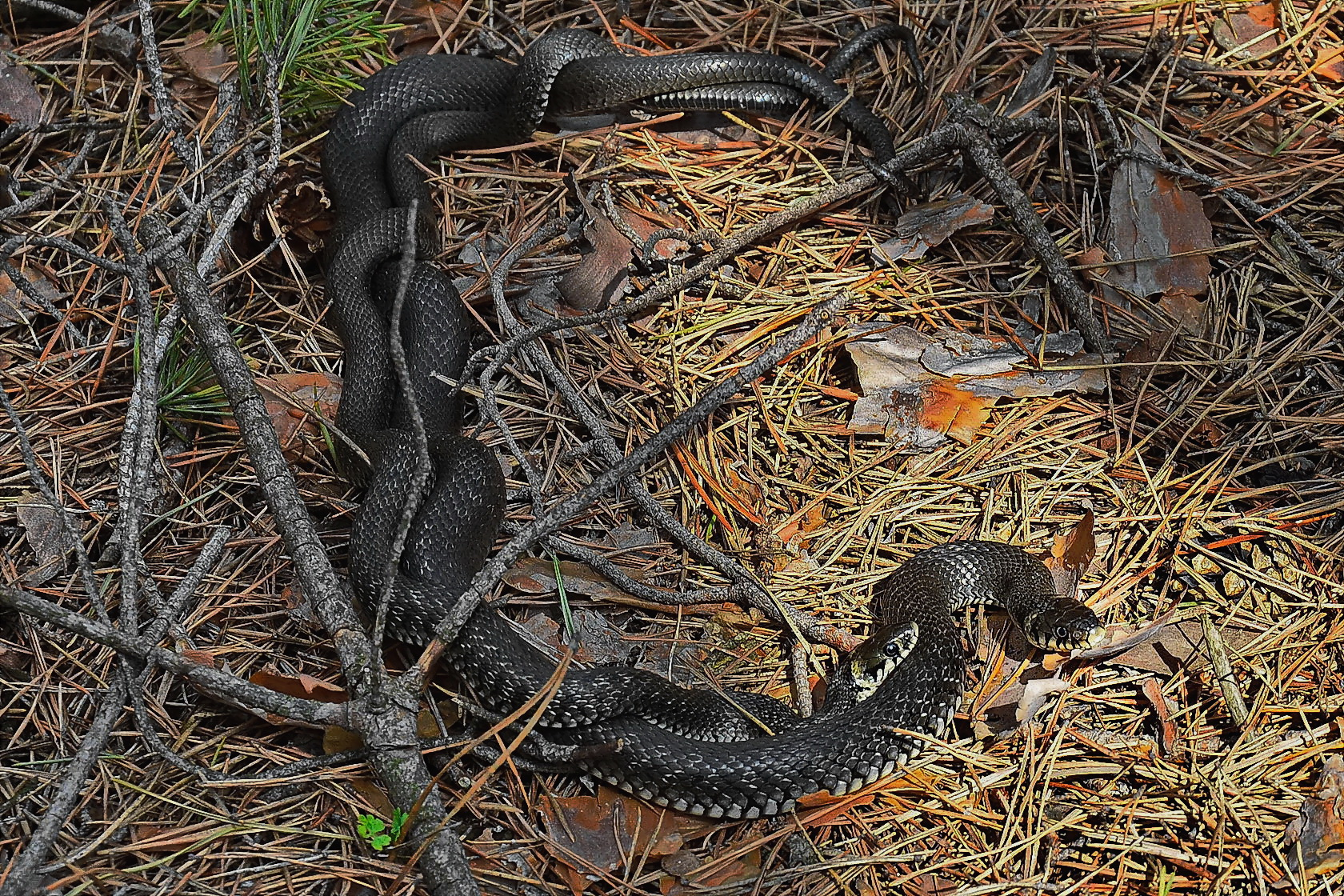
Пара вужів